# Vieux pont (Bratislava)
Le Vieux pont (en slovaque Starý most) aussi Červenej armády [Pont de l'Armée rouge]) est le plus vieux pont encore en fonction sur le Danube à Bratislava en Slovaquie. 

## Description
Il s'agit d'un pont en treillis voûtés à cinq piles. Les piliers sont conçus en maçonnerie en pierre naturelle. Le pont compte un total de six travées (32,3 m + 106,7 m + 137,2 m + 75,6 m + 75,9 m + 32,2 m),.
Le pont du Danube, long de 465 mètres, comporte des deux côtés des voies piétonnes et cyclables, ainsi que deux voies de chemin de fer à quatre rails (1000 mm/1435 mm) dédiées à une ligne du tramway de Bratislava vers le quartier sud de Petržalka (Audorf ou Engerau). Des deux côtés au-dessus de deux piliers, se trouvent des plates-formes d'observation. Unique pont sur le Danube à Bratislava, le ne peut pas être utilisé pour la circulation automobile.
Gravement détruit à la fin de la Seconde Guerre mondiale. Un dispositif de pont de Roth-Waagner a été utilisé pour la reconstruction temporaire car seules 3 travées d'origine étaient encore utilisables. Les travées originales restantes sont remplacées en 1985.